# Lower Sackville
Lower Sackville är en ort i Kanada.   Den ligger i provinsen Nova Scotia, i den sydöstra delen av landet, 900 km öster om huvudstaden Ottawa. Lower Sackville ligger 53 meter över havet och antalet invånare är 21 379.